# 329
Cette page concerne l'année 329  du calendrier julien. Pour l'année 329 av. J.-C., voir 329 av. J.-C. Pour le nombre 329, voir 329 (nombre).
L'année 329 est une année commune qui commence un mercredi.

## Événements
- 13 mai : Flavius Ablabius (en), proche de Constantin, est nommé préfet du prétoire pour l'Orient[1] ; disgracié en septembre 337 il se retire dans une villa puis est assassiné début 338 sur ordre de Constance II[2].

- En Chine du Nord, le chef jie Shi Le (en) du Zhao postérieur capture et exécute Liu Yao (en), empereur xiongnu du Zhao antérieur[3].
- Fondation du royaume Xianbei de Tuyuhun (329-663)[4].